# Шемени
Шемени — деревня в Угранском районе Смоленской области России. Входит в состав Холмовского сельского поселения. По состоянию на 2007 год постоянного населения не имеет. 
Расположена в юго-восточной части области в 41 км к юго-западу от Угры, в 16 км западнее автодороги Знаменка-Спас-Деменск, на берегу реки Стружонка. В 13 км южнее деревни расположена железнодорожная станция Павлиново на линии Смоленск — Сухиничи. 

## История
В годы Великой Отечественной войны деревня была оккупирована гитлеровскими войсками в октябре 1941 года, освобождена в марте 1943 года.